# Passage du Gois

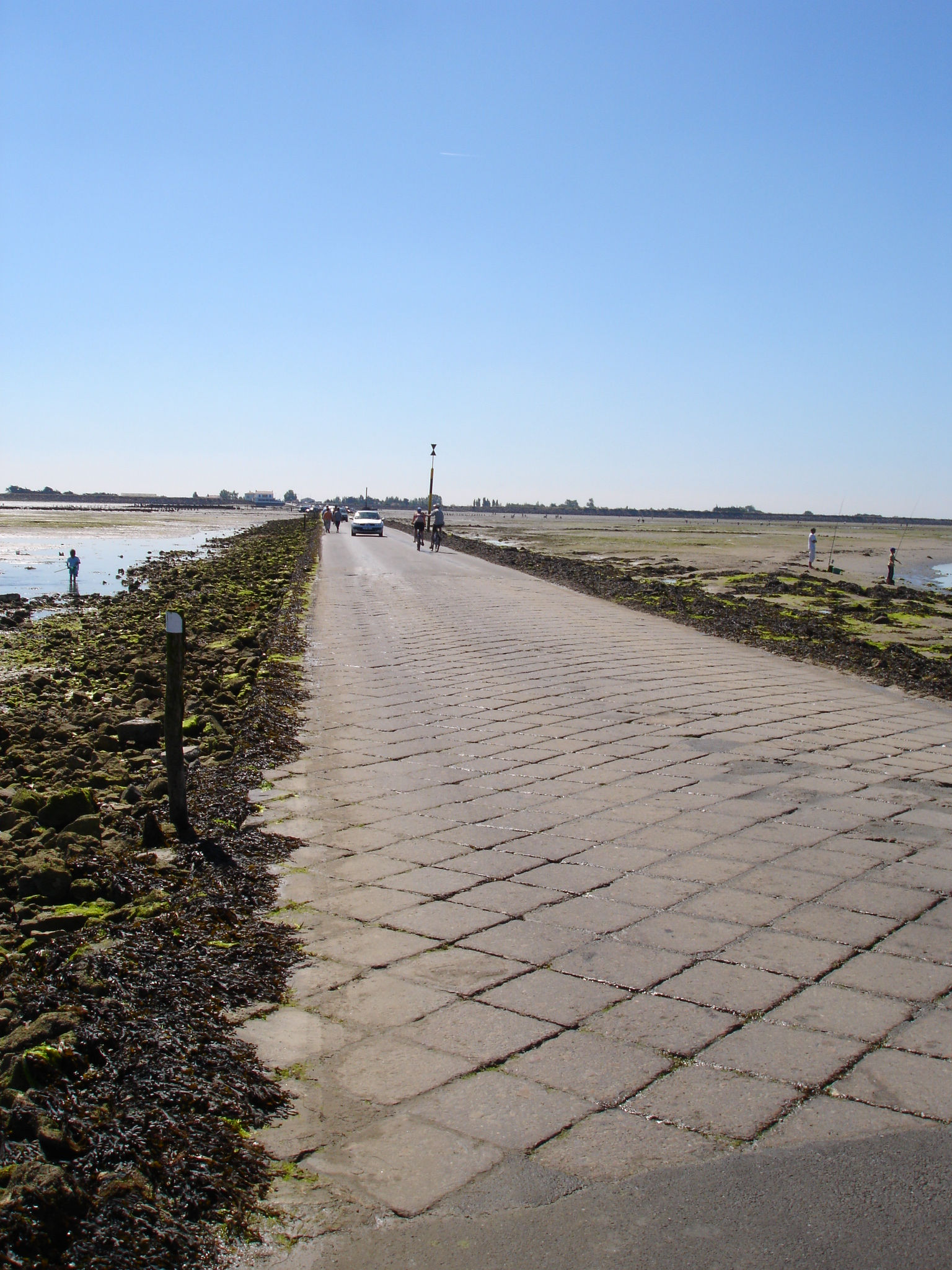
A "Passage du Gois"

A Passagem do Gois (em francês:  Passage du Gois) é uma estrada situada na Baía de Bourgneuf e que une a Ilha de Noirmoutier (comuna de Barbâtre) ao continente (comuna de Beauvoir-sur-Mer), no departamento francês da Vendée (Vendeia). É famosa porque a estrada fica submersa pelo mar conforme as marés. A via é transitável durante a maré baixa, ficando inundada duas vezes por dia durante a maré cheia. Existem outros locais com estas características, mas a passagem do Gois, com cerca de 4 km de comprimento, é especialmente longa. A altura da água que cobre a via durante a maré alta varia entre os 1,30 metros e os 4 metros.
Desde 1971, a Ponte de Noirmoutier, que une a ilha ao continente, é uma alternativa a esta estrada.

## Tour de França
Esta passagem é conhecida por ter sido incluída na segunda etapa do Tour de France 1999 provocando numerosas quedas e cortes no pelotão, entre elas a de Alex Zülle, um dos favoritos à liderança da prova. 
Também foi incluída no percurso do Tour de France 2011, como ponto de partida da prova.